# Roger Michael Mahony
Roger Michael Mahony (Hollywood, 27 de fevereiro de 1936) é um cardeal estadunidense e arcebispo emérito de Los Angeles.

## Biografia
Estudou no Seminário de Nossa Senhora dos Anjos de Los Angeles, em Mission Hill. Foi ordenado padre em 1 de maio de 1962 na catedral de Saint John, em Fresno, por Aloysius Joseph Willinger, C.Ss.R., bispo de Monterey-Fresno, diocese em que foi incardinado.
Quando era um jovem padre, ele celebrou missa com trabalhadores mexicanos de campo e trabalhou com César Chávez na luta por melhores condições para os trabalhadores rurais. Ele serviu no Conselho Mexicano-Americano para Melhor Moradia e liderou o Conselho de Relações Trabalhistas Agrícolas da Califórnia, onde supervisionou a implementação de reformas trabalhistas abrangentes para os trabalhadores agrícolas.
Foi diretor diocesano da Catholic Charities and Social Services, entre 1964 e 1970. Quando a diocese de Monterey-Fresno foi dividida nas dioceses de Monterey e Fresno em 6 de outubro de 1967, o Padre Mahony foi incardinado na Diocese de Fresno, onde exerceu seu ministério pastoral entre 1967 e 1973. Concluiu seus estudos na Universidade Católica da América, com um doutorado em trabalho social. Serviu como chanceler diocesano, entre 1970 e 1980, além de conselheiro diocesano e pároco da Catedral de Saint John, entre 1973 e 1975.
Nomeado bispo-auxiliar de Fresno pelo Papa Paulo VI em 2 de janeiro de 1975, foi consagrado como bispo-titular de Tamascani em 19 de março de 1975, no Fresno Convention Center, por Hugh Aloysius Donohoe, bispo de Fresno, coadjuvado por William Robert Johnson, bispo-auxiliar de Los Angeles, e por John Stephen Cummins, bispo-auxiliar de Sacramento.
Assumiu a Diocese de Stockton em 15 de fevereiro de 1980 e foi promovido à arcebispo metropolitano de Los Angeles em 12 de julho de 1985. Em 1986, ele criou a Fundação de Educação Católica, que doou mais de US$ 108 milhões em bolsas para crianças carentes.
Foi anunciado em 29 de maio de 1991 pelo Papa João Paulo II a sua criação como cardeal, no Consistório de 28 de junho, quando recebeu o barrete cardinalício, o anel cardinalício e o titulus de cardeal-presbítero de Santos Quatro Mártires Coroados.
Em 1 de março de 2011, o Papa Bento XVI aceitou sua renúncia do governo pastoral da arquidiocese em conformidade com o cânon 401 § 1 do Código de Direito Canônico. Durante sua administração, foi figura central no trabalho para encobrir os abusos no escândalo de abuso sexual da Igreja Católica, realocando dezenas de padres abusivos. Em 2007, a Arquidiocese de Los Angeles pediu desculpas pelos abusos cometidos por padres e anunciou um acordo recorde com 508 vítimas no valor de US$ 660 milhões. Em 31 de janeiro de 2013, ele foi destituído por seu sucessor, o arcebispo José Horacio Gómez, de quaisquer funções administrativas ou públicas devido à forma como lidou com as denúncias de abuso sexual de padres.
Em 2018, foi lançada uma petição para apresentar acusações criminais contra Mahony. Em 16 de setembro de 2018, um grupo se reuniu para protestar em frente a St. Charles Borromeo School em North Hollywood, Califórnia, em resposta ao envolvimento de Mahony ou acobertamento dos crimes.

## Conclaves
- Conclave de 2005 - participou da eleição do Papa Bento XVI.
- Conclave de 2013 - participou da eleição do Papa Francisco.